# Molzhain
Molzhain é um município da Alemanha localizada no distrito de Altenkirchen, estado da Renânia-Palatinado.
É membro da associação municipal de Gebhardshain.